# Thetford (Cambridgeshire)
Thetford – civil parish w Anglii, w Cambridgeshire, w dystrykcie East Cambridgeshire. W 2011 civil parish liczyła 792 mieszkańców.